# Enköping–Heby–Runhällens Järnväg
Enköping-Heby-Runhällens Järnväg (EHRJ) var en normalspårig järnväg som gick från Enköping via Fjärdhundra och Heby till Runhällen.

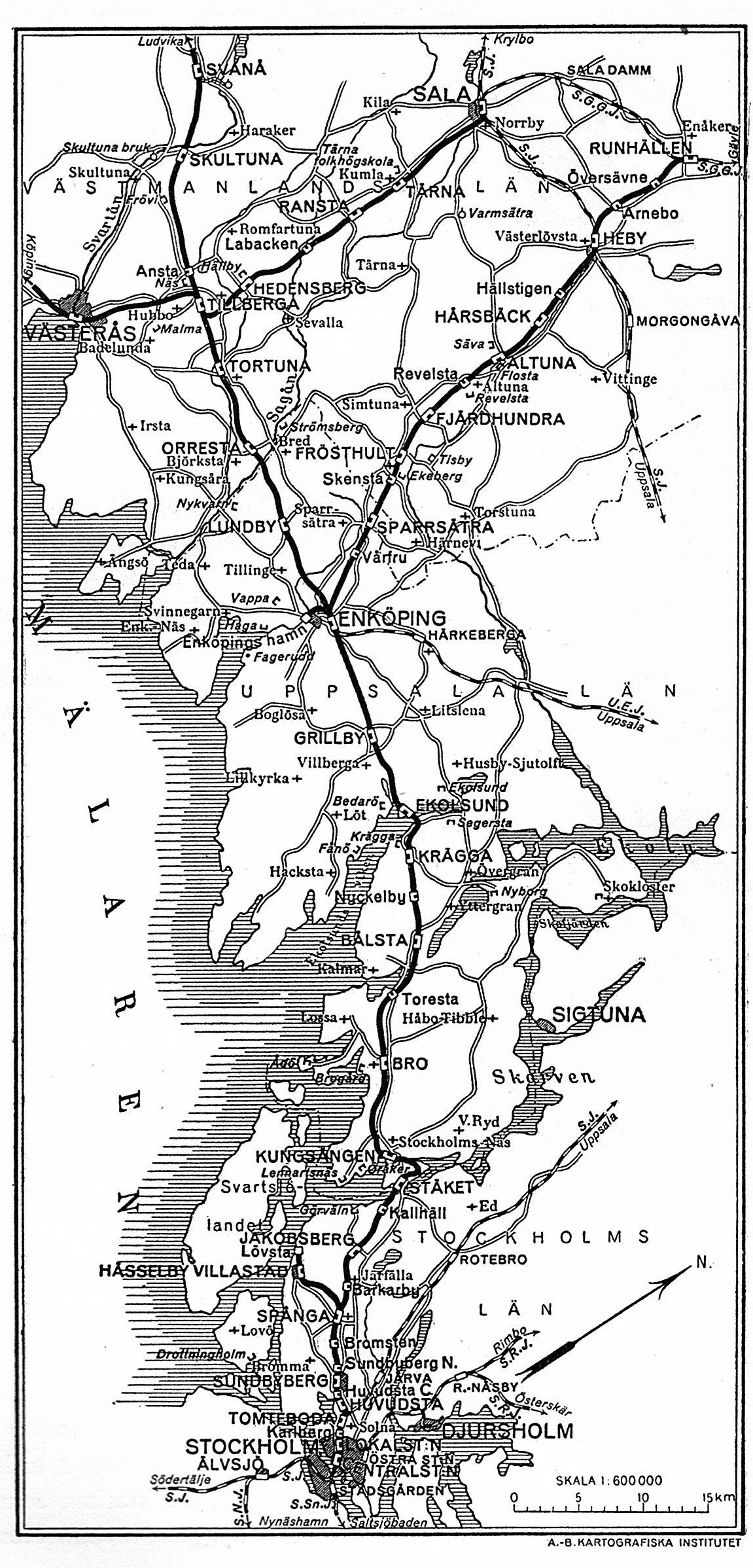
SWB. Karta 1926.

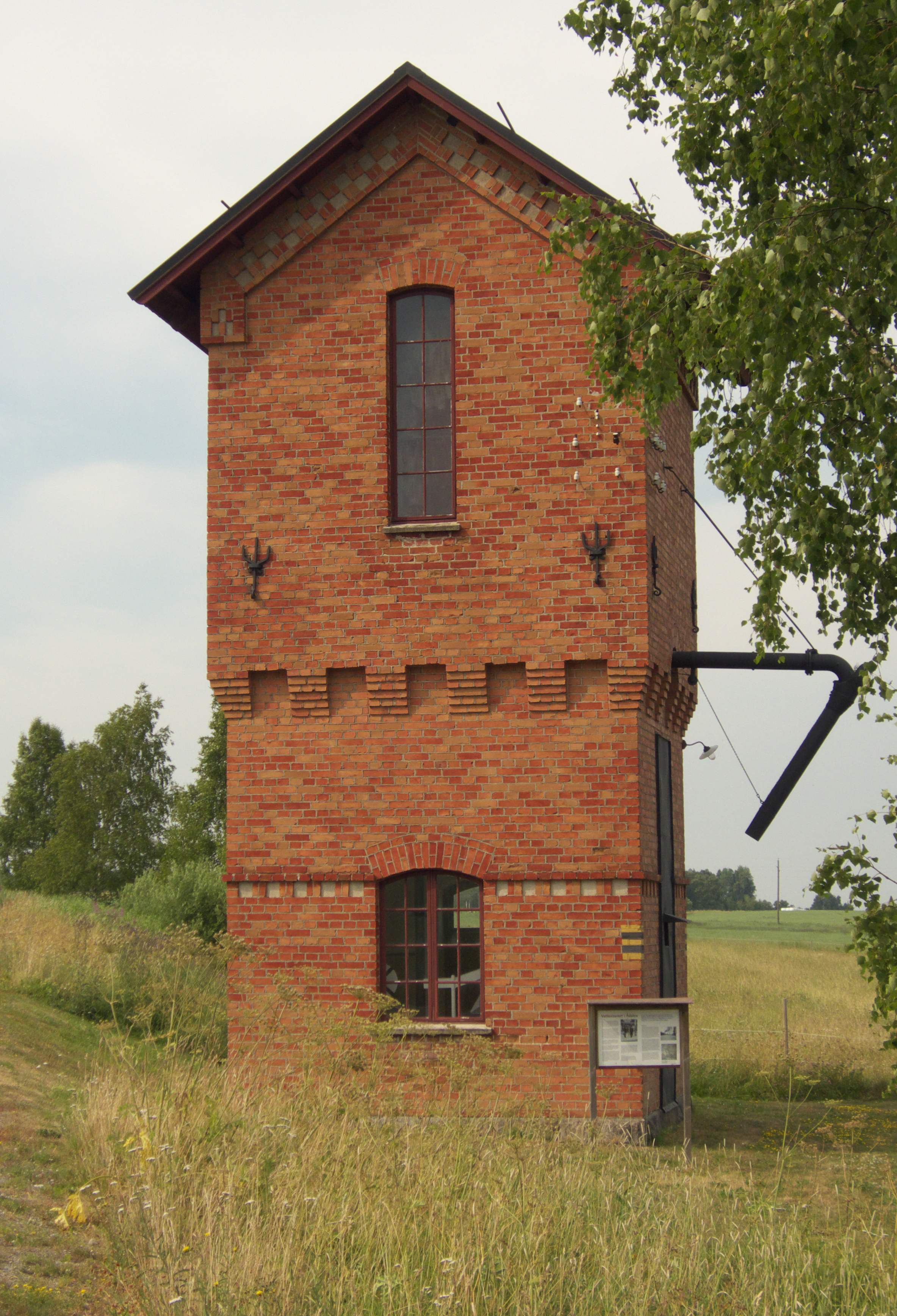
Vattentornet i Ådalen är ett minne från EHRJ. Tornet användes till att fylla ångloken med vatten. Byggnaden är idag museum.

I Heby, som då var en järnvägsknut, korsade och anslöt banan till dåvarande Norra stambanan (idag Dalabanan) och fortsatte sedan vidare till Runhällen där den anslöt till Sala-Gysinge-Gävle Järnväg. Banan öppnades officiellt 5 januari 1906. Bara två år senare, 1908, köptes EHRJ dock upp av Stockholm-Västerås-Bergslagens Järnvägar (SWB) som i sin tur förstatligades 1944. Trafiken på sträckan Heby-Runhällen lades ner 1 april 1952. Sju och ett halvt år senare, den 1 oktober 1959 lades trafiken ner på sträckan Enköping-Fjärdhundra, och på den sista delen av EHRJ, Fjärdhundra-Heby, lades trafiken ner den 1 oktober 1968.